# Lávový suk Červená hora
Lávový suk Červená hora se nachází uprostřed bývalého čedičového (bazaltového) lomu západně od Červené hory v pohoří Nízký Jeseník v katastru obce Norberčany v okrese Olomouc v Olomouckém kraji.
Červená hora (749 m n. m.) byla v minulosti aktivním stratovulkánem. Na místě je vidět denudační relikt sopky (zkamenělé zbytky někdejší diatrémy, lávového proudu a pyroklastického sedimentu) z období kenozoického vulkanismu. Typická je kulovitá odlučnost čediče a nálezy tmavě zelených olivínů. Stěny v lomu kolem čedičového suku dosahující až cca 20 metrů jsou místy tvořeny jílovitými břidlicemi opálenými žárem vytékajícího magmatu (tj. vlivem kontaktní metamorfózy s magmatem se břidlice přeměnily na červenohnědé porcelanity do vzdálenosti zhruba 15 m od kontaktu). Občasná pyroklastika sestávají především z lapillových a aglomerátových tufů v inkluzích (uzavřeninách) kulmských břidlic.

## Okolí
Východním směrem, na blízkém vrcholu Červené hory se nachází Meteorologická stanice Červená u Libavé, Bývalá navigační věž a vysílač.
Nedaleko, severovýchodo-východním směrem se nachází památný strom Zlatá lípa.
Nedaleko, severo-severovýchodním směrem se nachází Kaple svatého Jana Nepomuckého, Pomník obětem bitvy u Guntramovic a Cesta česko-německého porozumění.

## Galerie

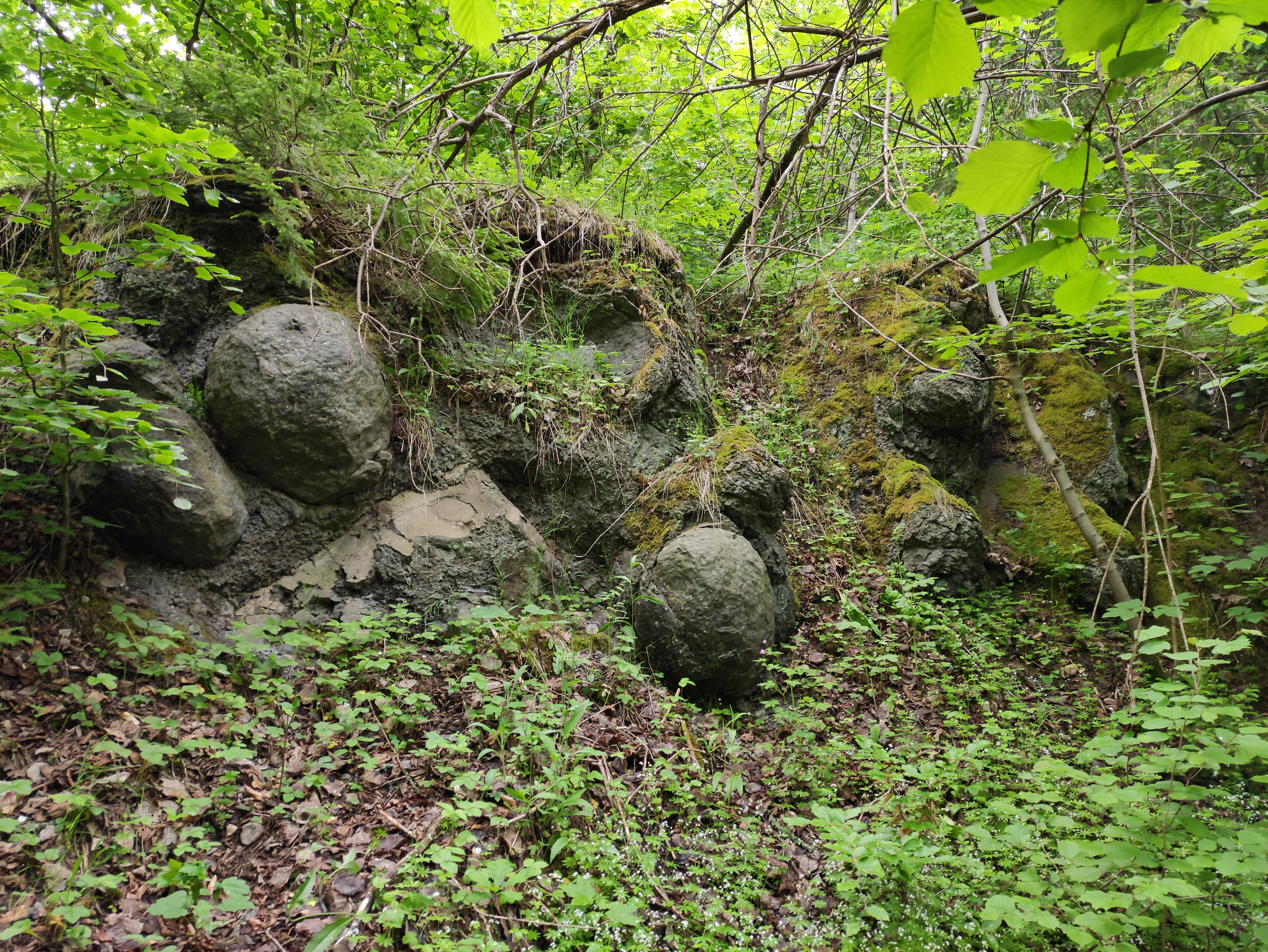
Kulovitá odlučnost čediče
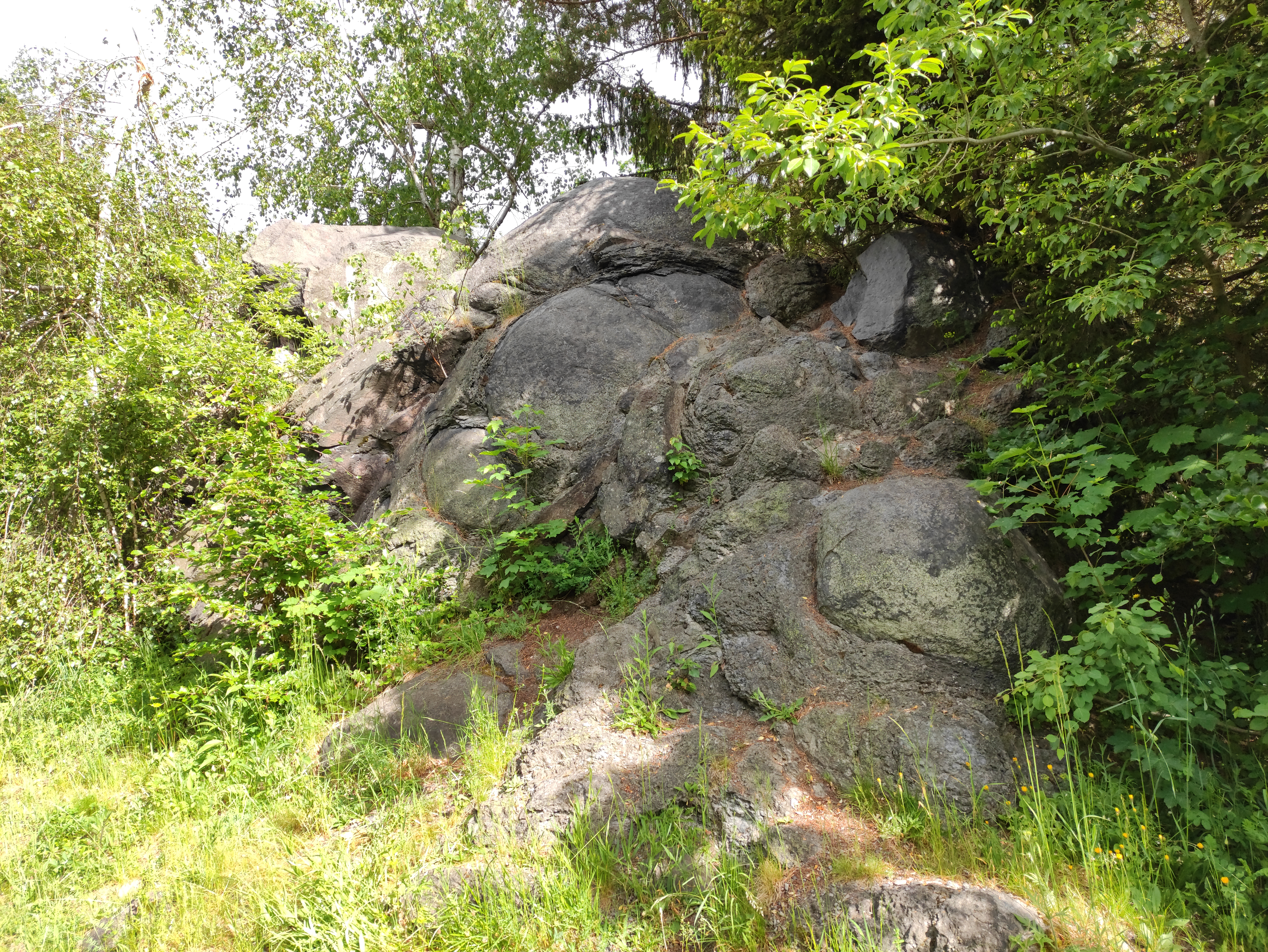